# Circumnavigation

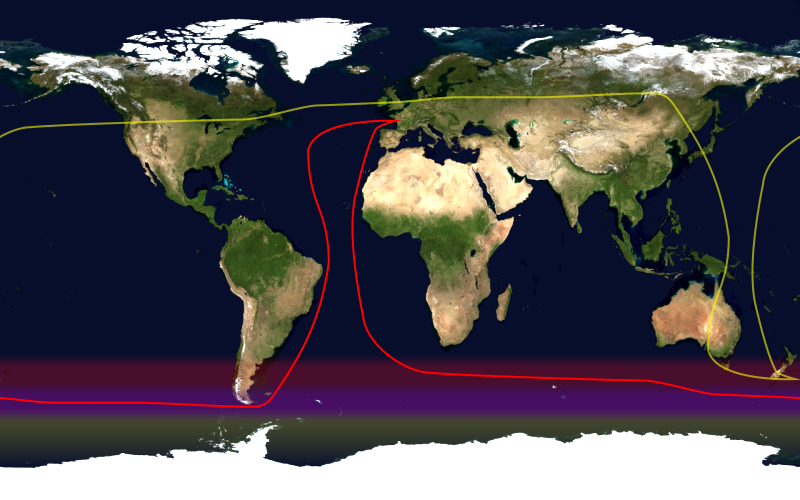
En rouge, la route d'une course à la voile classique autour de la Terre.

La circumnavigation (terme parfois francisé « circonnavigation ») désigne la navigation en bateau autour d'un lieu, couramment une île, un continent, ou la Terre entière. Plus récemment[Quand ?], on parle aussi de circumnavigation pour des voyages aériens ou sous-marins.
Jean de Mandeville, dans son Livre des merveilles du monde, fait référence aux possibilités théoriques de « circumnavigation » du monde. C'est sans doute ce qui a rendu son ouvrage si populaire à la fin du Moyen Âge, notamment auprès de Christophe Colomb, Fernand de Magellan et Juan Sebastián Elcano.

## Navigation autour de la Terre
- Au début du XVIe siècle, l'expédition commandée au départ par le navigateur et explorateur portugais Fernand de Magellan (qui mourut à mi-chemin) et terminée par le basque Juan Sebastián Elcano, quitte Séville, Espagne le 10 août 1519. Elle est la première du monde à effectuer le tour de la Terre. Une partie de la flotte, le Victoria en tête, est de retour à Séville le 8 septembre 1522. Mais de fait, ce fut l'esclave et interprète de Magellan nommé Henrique de Malacca qui aurait accompli stricto sensu le premier tour du monde complet par un homme, étant revenu à son pays d'origine par l'est alors qu'il avait été initialement acheté à Malacca par Magellan en 1511, qui l'avait ramené au Portugal par l'ouest l'année suivante.
- Entre 1525 et 1526, l’expédition de Garcia Jofre de Loaísa complète la deuxième circumnavigation après être arrivée aux îles aux épices en 1526. Cependant, il ne restait qu'un seul bateau sur les sept qui composaient l’expédition et seulement 24 hommes avaient survécu. Mais incapables de continuer leur chemin, ils devront attendre jusqu’en 1536 avant d'être sauvés par les Portugais. À bord des bateaux portugais, ils rentreront en Espagne en complétant ainsi la deuxième circumnavigation.
- Entre 1577 et 1580, troisième circumnavigation menée par l'explorateur anglais Francis Drake.
- Parti de Rotterdam le 2 juillet 1598, Olivier van Noort y reviendra en août 1601, après avoir effectué le tour du monde. Il est le premier Hollandais à effectuer une circumnavigation.
- Parti du port de Plymouth le 18 septembre 1740, à la tête d'une escadre de huit navires, avec pour mission de piller les ports espagnols du Pérou avant de capturer le Galion de Manille, George Anson accomplira également un tour du monde épique qui s'achèvera en rade de Spithead le 15 juin 1744.
- Entre 1766 et 1769, Bougainville mène la première expédition française à réaliser le tour du monde en bateau. Des marins français étaient toutefois présents à bord des navires de la première circumnavigation de Magellan au XVIe siècle.
- Entre 1816 et 1819, Camille de Roquefeuil-Cahuzac (1781-1831), commandant le navire Le Bordelais de l'armateur Jean-Étienne Balguerie junior de Bordeaux, fait un tour du monde en trente-six mois (première circumnavigation française après la Révolution) pour ouvrir de nouvelles voies commerciales à la métropole aquitaine. Le récit de son voyage traduit en anglais, allemand et espagnol connait un succès d'édition[1].

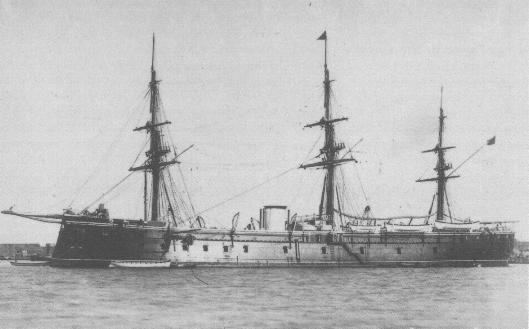
Le Numancia.

- Entre le 8 janvier 1865 et le 20 septembre 1867, la frégate blindée de l'Armada espagnole Numancia est le premier navire en fer à faire le tour du monde.
- Entre 1895 et 1898, Joshua Slocum est le premier à réaliser cet exploit en solitaire à bord du Spray.
- Entre 1907 et 1909, Theodore Roosevelt souhaite faire une démonstration de la puissance militaire grandissante des États-Unis et de ses capacités en haute mer ordonne à la Grande flotte blanche de faire une circumnavigation.
- En 1960, le sous-marin nucléaire USS Triton complète la première circumnavigation sous-marine de la Terre lors de l'opération Sandblast.
- En 1964, l'opération Sea Orbit commémore la circumnavigation de la Grande flotte blanche en validant le concept de déploiement rapide d’un groupe aéronaval à propulsion nucléaire et ceci sans aucun soutien logistique extérieur.
- Entre 1968 et 1969, Robin Knox-Johnston est le premier à réaliser un tour du monde à la voile en solitaire et sans escale pendant le Golden Globe Challenge. Le Français Bernard Moitessier, alors en tête de la course, décide de continuer et effectue un tour du monde et demi.
- Dans les années 1980, Marvin Creamer est la seule personne connue à avoir effectué la circumnavigation de la Terre sans aucun équipement de navigation (pas même une boussole)[2].
- En 1988, l'Australien Jon Sanders (en) effectue un triple tour du monde à la voile sans escale, 71 023 milles parcourus en 657 jours de mer.
- En 2010, Alessandro di Benedetto, en 268 jours 19 heures 36 minutes et 12 secondes, bat le record du tour du monde en solitaire, sans escale et sans assistance, sur un bateau à voile de 6,5 mètres (le plus petit bateau à tenter un pareil exploit)[3].
- Sur monocoque 60 pieds IMOCA, le record appartient depuis le 14 janvier 2025 à Charlie Dalin, vainqueur du Vendée Globe en 64 jours, 19 heures, 22 minutes et 49 secondes, en solitaire, sans escale et sans assistance[4].
- Le record en solitaire est détenu par François Gabart sur Macif (trimaran Ultime), en 42 jours, 16 heures, 40 minutes et 35 secondes depuis le 17 décembre 2017.
- En 2017, Trimaran IDEC avec Francis Joyon, Alex Pella, Clément Surtel, Gwénolé Gahinet, Sébastien Audigane et Bernard Stamm bat le record absolu du tour du monde à la voile en 40 jours 23 heures 30 min et 30 secondes.

## Navigation autour de continents
- D’après Hérodote, la première circumnavigation du continent africain aurait eu lieu vers l'an 600 av. J.-C., effectuée par une expédition phénicienne envoyée par le pharaon Nékao II. Toutefois, au sens strict, un bateau parti d'un port égyptien du golfe de Suez pour revenir par un autre de la Méditerranée ou vice-versa n’effectue pas une circumnavigation totale. Le canal des pharaons a pu rendre le tour complet possible, sachant que des travaux de remise en état ont été faits à cette époque.
  - À l'époque contemporaine, le tour complet de l'Afrique est possible depuis l'achèvement du canal de Suez en 1869. Cependant, aucune première circumnavigation moderne n'est relatée. Il est probable qu'un bateau de commerce quelconque l'ait accompli sur plusieurs années à son insu en cabotant le long des côtes.
- La circumnavigation du continent américain n'a été possible qu'à partir du XXe siècle. Le CCGS Labrador a été le premier bateau à réaliser cet exploit en 1954.
- La circumnavigation de l'Eurasie n'a jamais été tentée du fait de la difficulté à naviguer sur les eaux des mers arctiques (Barents, Kara, Laptev, Sibérie orientale et Tchouktches). Cependant, la fonte de la banquise due au réchauffement climatique devrait la rendre théoriquement praticable en été.
  - Il est possible de faire le tour d'une grande partie de l'Europe par navigation fluviale entre Belomorsk et Rostov-sur-le-Don (grâce aux aménagements du Système des Cinq-Mers, notamment le Canal de la mer blanche, la voie navigable Volga-Baltique et le canal Don-Volga).
- Bien que tout à fait possible, il n'existe pas de témoignage sur une éventuelle circumnavigation de l'Océanie. L'éparpillement des îles du Pacifique rend la définition d'un parcours univoque plus malaisé. Au sens strict, la circumnavigation de l'Australie peut y être assimilée pour sa partie continentale.
- Enfin, étant donné sa position sur le globe, n'importe quel tour du monde en bateau revient à faire la circumnavigation de l'Antarctique.

## Autres navigations remarquables
- À la fin du Ier siècle, le général romain Agricola réalise la première circumnavigation connue de la Grande-Bretagne[5].
- Entre 1802 et 1803, Matthew Flinders effectue la circumnavigation de l'Australie.